# كلينتون (ماساتشوستس)
كلينتون (بالإنجليزية: Clinton, Massachusetts)‏ هي منطقة سكنية تقع في الولايات المتحدة في مقاطعة ووستر (ماساتشوستس). يقدر عدد سكانها بـ 13,606 نسمة ومساحتها 18.9 كم2 وترتفع عن سطح البحر 112 متر.

## أعلام
- جوزيف إي. كيسي
- جيمي ريان
- جيمس س. دونيلي
- كلارنس براون
- بيلي بيرك